# Municipio de Sealy
El municipio de Sealy (en inglés: Sealy Township) es un municipio ubicado en el condado de Logan en el estado estadounidense de Dakota del Norte. En el año 2010 tenía una población de 23 habitantes y una densidad poblacional de 0,24 personas por km².

## Geografía
El municipio de Sealy se encuentra ubicado en las coordenadas 46°35′43″N 99°51′48″O / 46.59528, -99.86333. Según la Oficina del Censo de los Estados Unidos, el municipio tiene una superficie total de 94.59 km², de la cual 94,17 km² corresponden a tierra firme y (0,44 %) 0,42 km² es agua.

## Demografía
Según el censo de 2010, había 23 personas residiendo en el municipio de Sealy. La densidad de población era de 0,24 hab./km². De los 23 habitantes, el municipio de Sealy estaba compuesto por el 100 % blancos. Del total de la población el 0 % eran hispanos o latinos de cualquier raza.